# The Gap (Zeitschrift)
The Gap ist ein kostenloses, werbefinanziertes Kultur- und Musikmedium aus Wien, das sich vor allem mit aktueller Independent-Musik, Film, Kunst, Games, Literatur, Netzpolitik, Design und Creatives beschäftigt. Die Zeitschrift legt zudem einen Schwerpunkt auf Inhalte aus Österreich und versteht sich gesellschaftspolitisch links orientiert.

## Geschichte
The Gap wurde 1997 gegründet und ist eines der größten Kulturmagazine Österreichs. Es erscheint zweimonatlich mit einer aktuellen Druckauflage von 20.000 Exemplaren. The Gap eröffnete früh neue Medienpräsenzen, neben Print existiert The Gap online, auf den Social-Media-Plattformen Facebook, Twitter, Foursquare sowie auf der Online-Publishing-Plattform Issuu. 2015 und 2016 wurde es zwei Mal in Folge von der Hörerschaft von FM4 zum „Magazin / Blog des Jahres“ gewählt.
Herausgeber sind Manuel Fronhofer und Thomas Heher, die das Magazin 1997 auch gemeinsam gründeten. 2023 übernahm Bernhard Frena die Chefredaktion. Vor ihm hatten Sandro Nicolussi, Theresa Ziegler, Yasmin Vihaus, Amira Ben Saoud, Stefan Niederwieser, Martin Mühl, Thomas Weber bzw. die beiden Magazingründer Fronhofer und Heher diese Position inne. Zu den Autoren gehören bzw. gehörten unter anderem Thomas Edlinger, Peter Stuiber, Barbara Zeman, Jonas Vogt, Teresa Reiter, Werner Reiter, Andreas Klinger, Katharina Seidler, Christian Köllerer und Philipp L'heritier. Frühere Kolumnisten waren etwa Heide Schmidt und Jürgen Wallner.
Ab 2007 erschien das Magazin zehn Mal jährlich. In diesem Jahr kehrte auch Weber, der seit der Gründung des Magazins und des Unternehmens Monopol Medien an beiden als Gesellschafter beteiligt war, wieder zu The Gap zurück und fungierte unter anderem auch wieder als Herausgeber.
Am 22. April 2022 feierte das Magazin sein 25-jähriges Bestehen mit einer Party im Fluc, u. a. mit den Liveacts Culk, Farce, Zack Zack Zack und Zinn. Das Erscheinen der 200. Ausgabe des Magazins wurde im August 2023 gefeiert.
Das Magazin erscheint bei der Comrades GmbH, die außerdem das Kulturmagazin morgen verlegt und das Wiener Club-Festival Waves Vienna veranstaltet. Zuvor ist das Magazin bei Monopol Medien erschienen, wie auch das Popmagazin TBA, das im Dezember 2011 eingestellt wurde. Haupteigentümer von Monopol war bis September 2013 die Agentur Super-Fi, deren Geschäftsführer Niko Alm von 2005 bis 2007 Herausgeber des Magazins war. Monopol Medien ist seither unabhängig tätig.